# Говорово (станція метро)
55°39′34″ пн. ш. 37°25′03″ сх. д. / 55.659531° пн. ш. 37.417392° сх. д.
Говорово (рос. Говорово) — станція Калінінсько-Солнцевської лінії Московського метрополітену.  Відкрито 30 серпня 2018 року у складі черги Раменки — Рассказовка.

## Конструкція
Колонна двопрогінна станція мілкого закладення (глибина закладення — 14 м) з острівною платформою.

## Колійний розвиток
Станція з колійним розвитком — 3-стрілочний оборотний тупик з боку станції «Солнцево», що використовується для обороту в години пік і нічного відстою потягів.

## Оздоблення
Станція має яскравий сучасний дизайн, в якому основна роль відводиться концепції освітлення. Базовим кольором для станції обраний чорний, крім того, будуть використані жовтий, білий та фіолетовий відтінки. Точково світяться чорні колони, де світло заховано за перфорованими кам'яними плитами. Отвори в плитах закрито скляними вставками. Колони підсвічуються зсередини, а на їхній поверхні є малюнок у вигляді світних крапель. Платформа оброблена сірим гранітом, стеля — чорна, дзеркальна, з малюнком у вигляді лабіринту з люмінесцентних ламп.

## Розташування та вестибюлі
Станція розташована паралельно Боровському шосе між вулицею 50-річчя Жовтня та Проектованим проїздом № 6055 (початком вулиці Тетянин парк). Два підземних вестибюлі виводять на територію між цими вулицями: східний вестибюль знаходиться на перетині Боровського шосе і Проектованого проїзду № 6055, західний — до рогу Боровського шосе і вулиці 50 років Жовтня. Вхідні павільйони станції виконані в урбаністичному стилі, в оформленні використано чорний і сірий кольори.

## Пересадки
- Автобуси: 32, 330, 374, 459, 518, 554, 575, 720, 752, 767, 779, 793, 830, 862, 883, 950, н11